# Бриттоли
Бриттоли (итал. Brittoli) — коммуна в Италии, расположена в регионе Абруццо, подчиняется административному центру Пескара.
Население составляет 414 человека, плотность населения составляет 28 чел./км². Занимает площадь 15 км². Почтовый индекс — 65010. Телефонный код — 085.
Покровительницей коммуны почитается Пресвятая Богородица, празднование 5 августа.
С Бритолли граничат коммуны Капестрано, Пьетранико, Корвара, Карпинето-делла-Нора, Вилла-Санта-Лучия-дельи-Абруцци.